# Kambuniska bergen
Kambuniska bergen är ett bergsområde i Grekland som sträcker sig från Thermaiska viken och sedan västerut till Pindos. Efter Pindosbergen byter bergskedjan namn till Lämonbergen och fortsätter till Joniska havet och når sitt slut vid Akrokerauniska udden.